# Almunge
Almunge er et byområde i Uppsala kommun i Uppsala län i Sverige. I 2010 var indbyggertallet 813.